# Torvalds (planetka)
(9793) Torvalds je planetka nacházející se v hlavním pásu asteroidů. Je pojmenována po programátorovi a tvůrci operačního systému Linux Linusi Torvaldsovi. Kolem Slunce oběhne jednou za 3,39 let.